# فیرچایلد ای‌سی-۱۱۹
فیرچایلد ای‌سی-۱۱۹جی شدو و ای‌سی-۱۱۹کی استینگر جنگنده‌های دو موتوره پیستونی بودند که توسط ایالات متحده در طول جنگ ویتنام توسعه یافتند. آن‌ها جایگزین داگلاس ای‌سی-۴۷ اسپوکی شدند و در کنار نسخه‌های اولیه جنگنده لاکهید ای‌سی-۱۳۰ اسپتر مورد استفاده قرار گرفتند.

## مشخصات فنی (AC-119G)
داده‌ها از 
ویژگی‌های عمومی
- خدمه: ۶ (روز), ۸ (شب)
- طول: ۸۶ فوت ۵٫۷۵ اینچ (۲۶٫۳۵۸۹ متر)
- پهنای بال: ۱۰۹ فوت ۳٫۲۵ اینچ (۳۳٫۳۰۵۸ متر)
- ارتفاع: ۲۶ فوت ۷٫۷۵ اینچ (۸٫۱۲۱۷ متر)
- مساحت بال‌ها: ۱٬۴۰۰ فوت مربع (۱۳۰ متر مربع)
- ایرفویل: root: NACA 2418; tip: NACA 4409[۱]
- وزن خالی: ۴۰٬۱۲۵ پوند (۱۸٬۲۰۰ کیلوگرم)
- بیشترین وزن برخاست: ۶۲٬۰۰۰ پوند (۲۸٬۱۲۳ کیلوگرم)
- پیشرانه: ۲ عدد موتور پیستونی شعاعی ۱۸ سیلندر هوا خنک رایت آر-۳۳۵۰ دوپلکس سایکلون, ۲٬۵۰۰ اسب بخار (۱٬۹۰۰ کیلووات)  در هر موتور برای برخاست
- ملخ‌ها: چهارملخه ملخ گام برگشت‌پذیر با سرعت ثابت

عملکرد
- حداکثر سرعت: ۱۸۰ گره (۲۱۰ مایل بر ساعت، ۳۳۰ کیلومتر بر ساعت)
- سرعت کروز: ۱۳۰ گره (۱۵۰ مایل بر ساعت، ۲۴۰ کیلومتر بر ساعت)
- بُرد: ۱٬۶۸۰ مایل دریایی (۱٬۹۳۰ مایل، ۳٬۱۱۰ کیلومتر)
- حداکثر ارتفاع: ۲۳٬۳۰۰ فوت (۷٬۱۰۰ متر)

تسلیحات

- ۴× GAU-2/A 7.62 mm (0.30 in) مینی‌گانs, 1,500 rounds/gun
- ۲× ام۶۱ والکان 20 mm (0.787 in) 6-barreled Gatling cannon (فقط بر روی نسخه AC-119K)
- ۶۰× Mk 24 flares in a LAU-74/A flare launcher

### کتابشناسی
- Hobson, Chris. Vietnam Air Losses, USAF/USN/USMC, Fixed-Wing Aircraft Losses in Southeast Asia, 1961–1973. North Branch, Minnesota: Specialty Press, 2001. شابک ‎۱−۸۵۷۸۰−۱۱۵−۶.
- Petrie, Bill. "AC-119G Shadow (USAF AC-119 Gunships)". AC-119 Gunship Association, updated: 12 January 2006.Retrieved: 11 April 2007.
- Petrie, Bill. "AC-119K Stinger' (USAF AC-119 Gunships)". AC-119 Gunship Association, updated: 27 February 2006. Retrieved: 11 April 2007.
- Project CHECO. Contemporary Historical Evaluation of Combat Operations: Fixed Wing Gunships in Southeast Asia, Retrieved: 22 November 2012.